# Rasbora-ciseaux
Rasbora trilineata
Espèce
Statut de conservation UICN

 LC  : Préoccupation mineure
Le rasbora-ciseaux (Rasbora trilineata) est une espèce de poisson de la famille des Cyprinidés vivant en Asie (Malaisie, Sumatra, Bornéo).
C'est une espèce classique en aquariophilie dont la vivacité fait toujours plaisir, dû à son habitude de fermer puis ouvrir les fourches de sa queue quand il nage rapidement, mouvement comme une paire de ciseaux que l'on ferme puis ouvre,  mouvement bien apparent car il y a une bande noire qui marque chaque lobe de sa queue incolore.

## En Aquarium
Ce Rasbora est un très bon nageur de relativement grande taille et au comportement grégaire. Ce poisson demande donc un aquarium plutôt long (150 l) et à la plantation abondante. Il demande à être maintenu en banc de 8 individus.
Très sociable, il peut être associé à des Danio aequipinnatus, Tanichthys albonubes, Puntius oligolepis, Gourami perlé et Botia lohacata.
Il convient parfaitement pour un bac de type japonais.
L'eau sera acide (6,0 à 7,0 de pH) et relativement douce, à une température de 26 °C.
Ce poisson mesure jusqu'à au moins 12 cm dans la nature, peut-être 20 cm, mais en aquarium il gardera une taille modeste de 6 à 7 cm.

## Alimentation
Poisson omnivore. La nourriture aquariophile et la nourriture vivante lui conviennent parfaitement.

## Reproduction
Relativement difficile pour un Cyprinidé. La ponte est classique et les œufs éclosent en 24 heures.

## Maladies
Espèce résistante si l'entretien de l'aquarium est régulier.